# Francia–magyar szövetség és Foix–Jagelló házasság 1502-ben
A francia–magyar szövetség és Foix–Jagelló házasság 1502-ben az az esemény, amelynek során XII. Lajos francia király unokahúgát, a 18 éves Annát 1502. szeptember 29-én Székesfehérvárott II. Ulászló magyar király a felek szövetségkötése értelmében feleségül vette. Anna így a Magyarország és Franciaország között kötött szövetség következtében lett Magyarország királynéja 1502-ben.

## Francia–magyar kapcsolatok a XV. századig
A francia-magyar dinasztikus kapcsolatok már az Árpád-korig nyúlnak vissza, hiszen III. Béla magyar király második felesége Margit, VII. Lajos francia király leánya volt, akit 1186-ban vett feleségül, és bár ez a frigy megvalósult, gyermek nem született a házasságukból. Hosszú ideig azonban nem választottak a magyar királyok közvetlenül a francia udvarból hercegeket vagy hercegnőket, bár 1270-ben a francia eredetű Anjou-ház, amely a Capeting-ház egyik oldalága volt, kettős házassági szerződést kötött az Árpád-házzal, amelynek révén az (harmadik) Anjou-ház került a magyar trónra 1308-ban, de ez közvetlenül a Nápolyi Királysággal kötött dinasztikus kapcsolat volt.

### Capet–Anjou házasság 1315-ben
Újabb közvetlen francia házassági terv 1315-ben valósult meg röviddel az Árpád-ház leányágainak trónra kerülésével. A francia eredetű, de a Nápolyi Királyságban uralkodó Anjou-ház magyar ága 1291-ben, IV. László magyar király halála után vette fel a magyar királyi címet IV. László nővére, Árpád-házi Mária nápolyi királyné „lemondásával”, és így az elsőszülött fia, Anjou Károly nápolyi trónörökös lett a „jogos” magyar király III. András riválisaként a kettős házassági szerződésre hivatkozva, bár ő meghalt még azelőtt, hogy ténylegesen elfoglalhatta volna a magyar trónt. Az ő fia, I. Károly (Róbert) több évi küzdelem után végül 1308-ban egyedüli trónjelölt maradt a Magyar Királyságban, bár az egész ország csak jóval később ismerte el teljes jogú királyának. Az ő húga volt Klemencia, akit magyar királyi hercegnőként tartottak számon, és 1315-ben ment feleségül X. (Civakodó) Lajos francia királyhoz, aki I. Lajos néven Navarra királya is volt. A házasság termékenynek bizonyult, viszont Klemencia férje a következő évben még a gyermeke megszületése előtt meghalt. Klemencia ugyan fiút szült, aki automatikusan királyi címet kapott, I. (Utószülött) János néven, bár a csecsemő király helyett régensek uralkodtak, viszont a kis király öt nappal a születése után meghalt, így ez a dinasztikus házasság csak rövid ideig teljesíthette be a hozzáfűzött reményeket. Klemencia még éppen megérte a Capeting-ház fő ága utolsó férfi utódának a halálát 1328-ban átadva az uralkodást a Valois-házi oldalágának, de Klemencia is még abban az évben elhunyt.

### Valois–Anjou házassági szerződés 1374-ben
A következő házassági tapogatózások Klemencia unokaöccsének, I. Lajos magyar királynak az uralkodása alatt történt, amikor idősebb lányát, Katalint 1374. augusztus 10-én eljegyezték Valois Lajos (1372–1407) francia királyi herceggel, V. Károly francia király másodszülött fiával. „V. Károly 1378-ban azt írta Lajos magyar királynak szóló utolsó levelében, hogy ifjabbik fiát, Lajos orléans-i herceget már kétéves kora óta a magyar trónra szánta.” Egyes vélemények szerint Nagy Lajos a három lányát az Anjou-ház uralta országok trónjaira szerette volna ültetni, és a házasságaikat is eszerint rendezte. Katalint a francia király fiával azért akarta összeházasítani, hogy ezzel a már gyermektelen I. Johanna nápolyi királynő utódaiként a Nápolyi Királyság trónjára ültesse Katalint és leendő férjét.

### Valois–Anjouper procuramházasság 1385-ben
Katalin azonban 1378-ban meghalt, és ezzel a francia házasság kútba esett. A francia–magyar szerződés ugyan biztosította, hogy Katalin halála esetén a soron következő lány, ez esetben (ifjabb) Mária lépjen nővére helyére, de a folytatás mindkét fél részéről elakadt. Nagy Lajos sem ajánlotta föl egy másik lányát, hogy a francia szövetséget fenntartsa, de 1378-tól Franciaország és Magyarország eltérő politikát folytatott, hogy az immár kettős pápaválasztás során a (törvényes) római (Nagy Lajos) vagy az avignoni (ellen)pápát (V. Károly) támogatja. A francia házasságot így sokáig jegelték, és végül Katalin jegyesét legidősebb húga, Mária, már mint királynő „örökölte” meg 1385-ben. Ebben az évben korábbi jegyesét, Zsigmondot ejtették, és néhány hónapig papíron Valois Lajos lett Mária királynő első férje, azonban sohasem teljesedett be ez a per procuram (a csak a felek távollétében kötött) házasság. Franciaországban ezért a magyar kapcsolatok, különösen az 1396-os csúfos vereséggel végződő nikápolyi csata hatásaiként is rossz emlékeket idéztek.

### Valois–Habsburg házassági megegyezés 1457-ben
I. Mária királynő és Orléans-i Lajos formális házassága után 72 évvel merült fel újra egy dinasztikus házasság gondolata. Ekkor a 13 éves francia királyi hercegnőt, Magdolnát az apja, VII. Károly francia király 1457. júniusában a 17 éves V. László magyar és cseh király feleségéül ajánlotta. V. László 1457 október végén leánykérő követséget küldött Prágából a francia királyhoz. A követség vezetője Várdai István kalocsai érsek volt.
A francia király a tours-i királyi kastélyban a betegsége miatt csak 1457. december 18-án fogadta a követséget, már V. László halála után. A gyászhír V. László haláláról pedig csak karácsonykor, 1457. december 24-én érkezett meg a francia udvarba. V. László halálával a francia–magyar házasság nem valósult meg akkor, Magdolnából így nem lett magyar és cseh királyné.

## A Foix–Jagelló házasság előzményei
Valois Magdolna francia királyi hercegnő és V. László magyar és cseh király meghiúsult egybekelése után
55 évvel kerülhetett csak sor a korábbi jegyesek unokahúgának és unokaöccsének a házasságára, amikor Valois Magdolna férjének, Gaston vianai hercegnek az unokahúga, a Foix-házból származó Candale-i Anna és V. László unokaöccse, II. (Jagelló) Ulászló (Dobzse László) magyar és cseh király között a tényleges házasságkötés immár megvalósult.

### A francia–magyar szövetség megkötése: 1500–1501

Európa az 1500-as évek elején, a francia–magyar szövetség idején és a Foix–Jagelló házasság megkötésekor

XII. Lajos francia király, aki a magyar királyi címet is viselő, fent említett I. Lajos orléans-i herceg unokája volt, erőteljes velencei támogatás mellett a török elleni szövetség fejében házassági ajánlatot tett az épp frissen elvált II. Ulászlónak, miután a Borgia pápa, VI. Sándor 1500. április 7-én felbontotta II. Ulászló mindkét, Brandenburgi Borbálával és Aragóniai Beatrixszal bigámia terhe alatt kötött házasságát hathatós velencei ráhatásra. A pápa a francia király első házasságát is érvénytelenítette 1498-ban, és ezért XII. Lajos a pápa házasságon kívül született fiát, Cesare Borgia bíborost kinevezte Valentinois hercegévé, és az egyházból való kilépése után 1499-ben összeházasította III. János navarrai király húgával, Albret Saroltával, aki a francia királyné, I. Anna breton hercegnő elsőfokú unokatestvérének, I. Katalin navarrai királynőnek volt a sógornője. A szövetség a magyar, a francia és a lengyel király, I. (Jagelló) Sándor között 1500. július 14-én Budán köttetett meg. A tárgyalások folytatásaként II. Ulászló 1500. július 30-án követséget küldött a francia királyhoz menyasszonynézőbe Cseh György nevű cseh kamarása személyében, aki szeptember végén érkezett Blois-ba, ahol a francia király tartózkodott. II. Ulászló követe megtekintette a király két nőrokonát, a két eladó lányt, Candale-i Annát és Foix Germánát, és magával vitte azok arcképeit. II. Ulászló hosszas habozás után, mert a leírások szerint mindkét lány nagyon csinos volt – vagy más vélemény alapján egyik menyasszonyjelölt sem tetszett Ulászlónak –, végül Annát választotta, valószínűleg csak az életkora miatt, hiszen Anna ekkor már a 18. életévébe lépett, míg Germána még a 14. életévét sem töltötte be, bár már 12 éves korától eladósorba került, viszont Annától várhattak hamarabb trónörököst, ami az előnyös politikai kapcsolatok mellett szintén fontos tényező volt egy ideális menyasszonyjelöltnél. 1501. szeptember 16-án II. Ulászló Tolnán ratifikálta a francia királlyal kötött szövetséget.

### Magyar követség és leánykérés Franciaországban

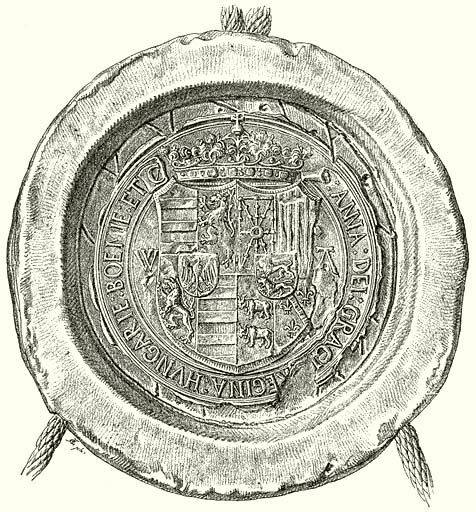
Anna királyné pecsétje rajta a latin nyelvű körirat: Anna Dei Graci(a) Regina Hvngarie Boemie et C(etera) (Anna, Isten kegyelméből Magyarország, Csehország stb. királynéja). A pecsét tartalmazza Anna királyné egyesített címerét, amely két négy osztatú címerrészt tartalmaz (a nyílt korona alatt hosszában kétfelé osztott pajzs jobb fele és a bal fele is négyelve): a bal oldali a házasságával szerzett országokat (balra fölül és jobbra lent (az 1. és 4. mezőben) a Magyar Királyság, jobbra fölül és balra lent (a 2. és 3. mezőben) a Cseh Királyság, középen (szívpajzsban) a Lengyel Királyság címere), a jobb oldali a születése jogán őt megillető területeket: balra felül (az 1. mezőben) a Navarrai Királyság, jobbra felül (a 2. mezőben) a Foix Grófság, balra lent (a 3. mezőben) a Béarni Algrófság és jobbra lent (a 2. mezőben) az Évreux-ház címere, középen (szívpajzsban) pedig a Bigorre Grófság címere, jeleníti meg. Az egyesített címer bal oldalán a férje, II. Ulászló latin nyelvű mongramja: W(ladislaus), míg jobboldalt Anna királyné nevének kezdőbetűje, egy A látható. A bécsi udvari levéltár eredeti példányáról rajzolta Fahrnbauer J. G.

II. Ulászló miután magyar részről aláírta a francia és magyar király között létrejött szövetség dokumentumát, Bácskai Miklós nyitrai püspököt és Telegdi István királyi tanácsost, későbbi kincstartót a már fent említett Cseh Györggyel együtt küldte követségbe a francia királyhoz. A magyar követség 1501. december 5-én érkezett Orléans-ba. Onnan Blois-ba mentek, ahol a francia király is ratifikálta a szerződést. A házassági szerződés Anna és II. Ulászló között 1502. március 23-án lett kiállítva a Blois-i kastélyban. Hozománya 40 .000 arany volt. A per procuram útján létrejött házasságot ezután kötötték meg. Foix Anna, Candale grófnője ettől a pillanattól kezdve magyar királynénak számít már. 

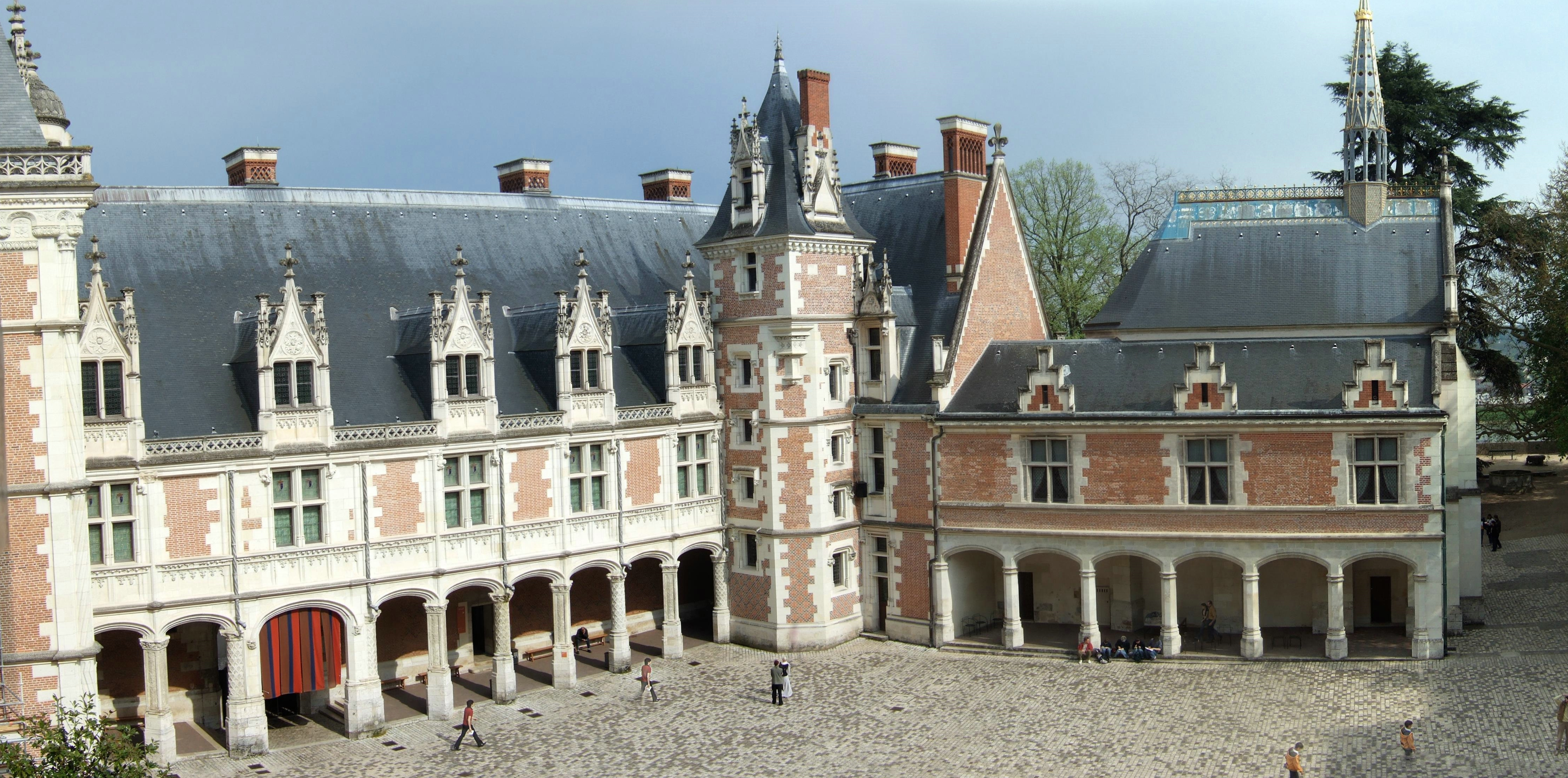
A blois-i kastély XII. Lajos-szárnya

Anna házasságának diplomáciai lebonyolítása idején a francia udvarban tartózkodott III. János navarrai király is, aki Anna mostohaanyjának, Albret Izabellának a bátyja és Cesare Borgia sógora – akik így Annának a mostohanagybátyái is voltak –, valamint Anna királyné elsőfokú unokatestvérének, I. Katalin navarrai királynőnek volt a férje, de Katalin királynő a források szerint nem volt jelen az eljegyzésen. Ez azzal is összefüggésben lehetett, hogy Anna a Navarrai Királyság alattvalója és a navarrai királyi család, a Foix-ház tagja is volt, valamint a navarrai trónöröklési listán is szerepelt, és ezért a Navarrai Királyság címere Anna pecsétjén is szerepelt. A navarrai király 1502. április 8-ától május 23-áig Blois-ban időzött. A sikeres házasságkötés alkalmából XII. Lajos a magyar diplomatákat megtisztelő módon megjutalmazta. Telegdi Istvánt abban részesítette 1502. május 24-én Blois-ban, hogy a címerében használhatta a francia Szent Mihály-rend jelvényét. A francia király ezután elhagyta Blois-t. Az újdonsült magyar királyné pedig francia kíséretével június 21-én utazott el Blois-ból. Kíséretében volt a francia udvar részéről többek között a testvére, Foix Ferenc, Doazit bárója, apjának egyik, házasságon kívül született fia, a magyar királyhoz akkreditált francia követ, a II. Ulászlóval egyidős François de Tournemine, la Guerche ura és Pierre Choque, a francia királyné fegyverhírnöke, aki megörökítette a magyar királyné útját Magyarországra, házasságkötését, koronázását a francia királyné és az utókor számára, magyar részről pedig többek között a házassági szerződést megkötő követek, így Bácskai Miklós, Telegdi István és Cseh György.

### Legközelebbi rokonsági kapcsolat Candale-i Anna és a férje, valamint mindkettejük, Foix Germána és XII. Lajos között
Anna királyné és II. Ulászló (1456–1516) között a legközelebbi rokonsági fok a negyedfokú unokatestvérség volt két generációnyi eltéréssel. Anna királyné anyai nagyanyja, I. Eleonóra (1426–1479) navarrai királynő volt II. Ulászlónak negyedfokú unokatestvére a Luxemburg-házon keresztül. A közvetlen felmenőjük Luxemburgi János (1296–1346) cseh király. II. Ulászló az ő fiának, IV. Károly (1316–1378) német-római császárnak és cseh királynak volt az ükunokája annak másodszülött fia, Zsigmond (1368–1437) király révén. Anna királyné anyai nagyanyja, I. Eleonóra királynő pedig Luxemburgi János cseh király lányának, Juditnak (1315–1349), aki Franciaországban Bona néven volt ismert, a későbbi II. János (1319–1364) francia király feleségének volt az ükunokája lányuk, Valois Johanna (1343–1373) révén, aki II. Károly (1332–1387) navarrai királyhoz ment feleségül. A két generációnyi eltérés abból is adódik, hogy Zsigmond király az apja negyedik házasságából származott, aki ekkor már 52 éves elmúlt, és Zsigmond király lánya, Luxemburgi Erzsébet (1409–1442) királyné, aki II. Ulászló anyai nagyanyja volt, is már apja 41. életévében született.
Közvetlenül grófnőből lett királyné, és sohasem volt ténylegesen hercegnő, még ha sokszor, tévesen, annak is címezték. A grófi címe nem jelentette azonban, hogy II. Ulászló „alacsonyabb rangú” feleséggel volt kénytelen beérni, mint uralkodótársai, hiszen Anna származását tekintve eléggé előkelő ősökkel rendelkezett, ha nem is volt közvetlenül királyi hercegnő.

## A házasság létrejötte

### Házasságkötés Székesfehérvárott
II. Ulászló 1502. június 13-án adta hírül Budán kelt oklevelében Sopron polgárainak, hogy eljegyezte Candale-i Annát, és meghívta őket a Székesfehérvárott tartandó házasságkötésére, valamint a királyné koronázására.
A királyné végül 1502. június 21-én indult el Blois-ból Magyarországra. A Magyar Szent Korona Országai felségterületére 1502. augusztus 23-án lépett Zengg kikötőjének érintésével.
Innen Zágrábon keresztül folytatta útját. Perényi Imre főasztalnokmester, későbbi nádor fogadta a királynét Zákánynál, a szlavón-magyar határnál. „[...] II.  Ulászló király menyasszonyának [...] Magyarországba érkezésekor, magyar beszéd kíséretében a Drávánál ő adta át a király levelét és Magyarország akkori iparának leghíresebb termékét, a király ajándékát, t. i. három aranyos, nyolc-nyolc lóra való hintót, amelyek szépségükkel a franciákat nem kis bámulatra ragadták.”
Székesfehérvárra szeptember 27-én érkezett meg. 1502. szeptember 29-én ment férjhez II. Ulászló magyar királyhoz, és ugyanaznap, 1502. szeptember 29-én koronázta meg Bakócz Tamás esztergomi érsek Székesfehérvárott magyar királynévá.

### Candale-i Anna magyar királynévá koronázása
II. Ulászló magyar király egyik oklevelében így fogalmaz az Annával való házasságkötése alkalmából 1502-ben. (a következő szöveg korabeli, XX. század eleji nyelvi stílussal és helyesírással íródott, így némileg eltér a mai változattól):
|  | „Ulászló, Isten kegyelméből Magyarország stb. királya ezennel adjuk tudtára mindenkinek, hogy midőn az isteni Gondviselés intézkedése folytán ő felségét, a Foixi királyi családból származó Candalle Annát a római anyaszentegyház szertartásai szerint feleségül vettük és városunkban, Székesfehérvárott, ahol meghívásunkra számos fejedelmi követ, az összes főpapok, bárók, nemesek és főurak, nemkülönben a vármegyék kiküldöttei megjelentek, az ország régi szokása szerint megkoronáztattuk, [...].” |
|  | |

Pierre Choque, Bretagne-i Anna királyné fegyverhírnöke francia nyelven megörökítette a magyar királyné koronázását is, mely Szamota István közlésében magyarul is olvasható (a következő szöveg korabeli, XIX. század végi nyelvi stílussal és helyesírással íródott, így némileg eltér a mai változattól): „Szerdán megérkezett a korona, melyet az e czélból tartott és fizetett egyének, a visegrádi (Visigrade) erős várban őriznek. [...] A koronát, az országos szokás szerint díszbe öltözött 500 fegyveres kísérte. Csütörtökön, azaz szept. 29-én ment végbe a koronázás és az esküvő. A király czobolyprémes violaszínű szatén-ruhában és ugyancsak violaszínű kalpagban jelent meg menyasszonya lakásán. A felséges hölgy hasonló öltözetet viselt. A király jobbján haladt a királyné, kit a király fivére, az oppelni és glogaui herczeg vezetett, ezután következtek a többi főurak. Elől mentek Lőrincz herczeg, a nádor, Quercy ura, a velenczei és a többi követek. A menyasszony czímere a középen volt, ebből kiviláglott, hogy két királysággal állott rokonságban. Némelyek az angolországi rokonságról tudakozódtak, továbbá Candale grófságot is fölemlítették. Végre a templomba értünk, a közepén három lépcsőnyi magas emelvényen, két díszpad volt elhelyezve; az emelvényt, padokat, párnákat stb. aranynyal átszőtt karmazsin bársony borította. A király padja jobbról, a királynéé pedig balról állott. Körülöttök foglaltak helyet a pápai, a velenczei, a német birodalmi követek, a többi herczegek és főurak. A másik oldalon pedig a király fivére, az angol követ, Quercy (Guerche) ura, stb. helyezkedtek el. Mindezeknek székei csupa aranyszövetekkel voltak letakarva. A misét az esztergomi érsek, nyolcz püspök segédlete mellett mondta. A püspöksüvegek és pásztorbotok csak úgy ragyogtak a sok drágakőtől és gyöngytől. Az oltárt mintegy hatvan ezüstkép diszítette, ezek szent királyok, vértanúk és püspökök fejeit ábrázolták. A mise kezdete előtt, a király az oratóriumba lépett be és ott feltette a koronát, mely fekete hajfürtjeihez igen jól illett. A jogart a nádor, a kettős kereszttel diszített országalmáját pedig Lőrincz herczeg vitte előtte. A mise elején a király jobb kezébe vette a kormánypálczát, baljába pedig az országalmáját. Erre a király az oltárhoz ment, a királynét Quercy ura vezette oda. Az esketési szertartás befejezése után, a felséges hölgyet előbbi helyére vezették vissza. Ezután két püspök ismét az oltárhoz vezette a királynét; az esztergomi érsek erre hangosan kérdé: van-e valaki a herczegek, bárók, főurak és egyéb rendek közt, ki a felséges hölgy koronázását bármi okból ellenezné; mindnyájan fölkiáltottak: «coronetur», azaz koronáztassék, akarjuk és óhajtjuk, hogy királynénkká legyen, erre mély csend állott be. A királyné fejére gyönyörű koronát, jobb kezébe kormánypálczát, baljába pedig országalmát tettek. A királyné ezután visszatért helyére, mindeme uralkodói jelvények kitűnően illettek neki. Jóllehet a magyarok és a többiek nem győzték magasztalni szépségét, midőn franczia ruhában az országba érkezett, megkoronázva azonban még elbájolóbbá lett. Az isteni tisztelet alatt, a királynak Lőrincz herczeg és a nádor, a királynénak pedig Tamás gróf es Báthory (Balicort) szolgáltak. A szertartás befejezése után, az előbbi rendben tértek vissza, az országalmáit és a jogarokat a király és királyné előtt vittek. Végre a nagy terembe értek, hol már óriási előkészületek tétettek a díszebédre. A hosszú asztal közepén a királyné foglalt helyet, tőle jobbra a király, azután a király fivére, a nádor és a többi főurak. A királynétól balra a pápai követ, az esztergomi érsek és a többi főpapok; az asztal jobboldali vegén ült Quercy és a velenczei követek. Az asztal túlsó végénél, a franczia követtel szemben, az angol és német követek. Az étteremben a világ lehető legszebb pohárszékét láttam, ennek kilencz polcza majd leszakadt a sok csésze, findzsa, tányér, palaczk és csemegetál alatt, ugyanis mindez színaranyból és ezüstből volt. Ebéd után mindenki tisztelgett a királynál és a királynénál, azután következett a táncz és a zene. A király ezután elbúcsúzott feleségétől és lakosztályába vonult vissza, mivel rosszul volt.”

### Budai ünnepségek
Október 3-án vonultak be II. Ulászlóval Budára, és október 6-án kezdődtek meg a hivatalos ünnepségek, melyek két hétig tartottak. Pierre Choque így írta le a budai ünnepségeket:
„Október 3-án Ulászló és Anna Budára érkezett. A királyné fehér lovon ült. A városon kívül a papság, nemesség s polgárság kiküldöttjei üdvözlik a királyi párt. A királynénak a budai polgárok egy, címerével díszített fehér terítőt hoznak ajándékba. A város valamennyi harangjának zúgása és száz ágyúlövés közepette vonultak be a budai főutcán át a királyi palotába, melynek bejáratánál az udvari cselédek tömege sereglett köréje. Mikor a palota küszöbét átlépte, á király elbúcsúzott tőle és lakásába ment, a királynét pedig a király testvére, a nádor s több főúr és főúri hölgy lakosztályába vezette. Néhány napi pihenés után megkezdődnek az ünnepségek. A király a vár egy nagy termében díszebédet ad, a királyné fogadja az ország városai s különböző tartományai kiküldötteinek hódolatát és átveszi az ajándékokat: ezüst edényeket, drága aranyszöveteket, bársony kelméket, török szőnyegeket stb. Tizenkét napon át egymást követik a mindenfajta szórakozások, táncmulatságok, hangversenyek. lovagjátékok s különböző népünnepélyek (ökörsütés). Egy egész nap a vár udvarán a nép számára az egyik kútból hat csövön át víz helyett bor csorgott.”

### Családi viszály a Jagelló-házban avagy diplomáciai bonyodalmak
Míg Európa legjelentősebb államai követekkel képviselték magukat a magyar király házasságkötésekor, addig éppen Ulászló idősebb öccse, I. (Jagelló) Sándor lengyel király és litván nagyfejedelem nem küldött követeket a bátyja esküvőjére, mivel megsértődött azon, hogy Ulászló azt kérte tőle, mondjon le a Litván Nagyfejedelemségről az öccsük, Zsigmond javára, aki személyesen is részt vett az esküvőn. Sándor viselkedése abból a szempontból meglepő volt, hogy szokás volt a családban, miszerint a fiatalabb fiú kormányozza Litvániát, ahogy Sándor esetében is történt fiatalabb bátyja, I. János Albert uralkodása idején. Sándor azonban visszautasította ezt a kérést, és ez feszültséget és diplomáciai bonyodalmat okozott Magyarország és Lengyelország között.

## Eredményei
A francia–magyar házasság 1502-ben már megvalósult. Anna így a Magyarország és Franciaország között kötött szövetség következtében lett Magyarország királynéja 1502-ben.
1502. október 19-én a király parancsba adta, hogy a soproniak 300 aranyforinttal járuljanak utólagosan hozzá az esküvői kiadásokhoz.
Az Oszmán Birodalom elleni támadás ugyan nem valósult meg, amit a Velencei Köztársaság is erőteljesen támogatott, de a kisebb összezörrenések ellenére a két fél között a szövetség tartósnak bizonyult még Anna királyné 1506-ban bekövetkezett halála után is az 1508-ban létrejött cambrai-i liga tartamáig, 1510-ig a két uralkodó, XII. Lajos és II. Ulászló között fennállt. Magyarország támogatta Franciaországnak a Nápolyi Királyság megszerzésére irányuló törekvéseit is 1501-től 1504-ig. A házasság Magyarország számára az utódlás szempontjából is sikeres volt, hiszen két gyermek is született belőle, és ami a legfontosabb volt a korban, fiúörökös is származott a házasságból. Mindkét gyermeket a francia királyi pár után nevezték el. Az 1503-ban született Annát Bretagne-i Anna francia királyné tiszteletére nevezték el, bár kétségkívül a hercegnő édesanyját is Annának hívták. A trónörököst pedig XII. Lajos francia király után keresztelték Lajosnak, még ha nagy királyunk, I. Lajos magyar király emlékét idézte is fel a magyarok előtt ez a névválasztás. Az egyetlen tragikus pont a két nép szövetségében Anna királyné korai halála, ami nagy űrt hagyott a nép körében rendkívül népszerű királyné után.

## Irodalmak

### Korabeli források
- Andronico, Matteo: Epithalamium in nuptias Vladislai Pannoniarum ac Bohemiae regis et Annae Candaliae reginae (Esküvői ének Ulászló magyar és cseh király és Candale-i Anna házasságára) / Matthaeus Andronicus Tragurinus (1502), In: Juhász László: Bibliotheca Scriptorum Medii Recentisque Aevorum : saecula XV–XVI., 18. o., Teubner, Lipcse, 1933.
- d'Auton, Jean. Chroniques, Mémoires et Documens de l'Histoire de France. Seizième Siècle, Jean d'Auton krónikája Paul L. Jacob kiadásában (francia nyelven), Párizs: Silvestre (1834). Hozzáférés ideje: 2018. december 9.
- Chabriel, Angelus. Libellvs Hospitalis Mvnificentiae Venetorvm Excipienda Anna Regina Hvngariae per Angelvm Chabrielem Compositvs (Könyvecske Anna magyar királyné nagylelkű és vendégszerető fogadásáról Velencében), Lelőhely: OSZK Röpl. 11 (latin nyelven), Velence: Bernardino dei Vitali (1502). Hozzáférés ideje: 2018. december 9.
- Choque, Pierre. Candalei Anna (II. Ulászló felesége) útazása Zenggből Budára 1502 (a francia szöveg magyar fordításban),  In: Szamota István (szerk).: Régi utazások Magyarországon és a Balkán-félszigeten 1054–1717 (magyar nyelven), Budapest: Franklin-Társulat, 131–146. o. (1891). Hozzáférés ideje: 2018. december 9.
- Choque, Pierre. Discours des cérémonies du mariage d'Anne de Foix, de la maison de France, avec Ladislas VI, roi de Bohême..., (1502), /Premier article/, Pierre Choque krónikájának első része: A Velencei Köztársaságban, Antoine Le Roux de Lincy bevezetőjével (francia nyelven), Párizs: Antoine Le Roux de Lincy (1861). Hozzáférés ideje: 2018. december 9.
- Choque, Pierre. Discours des cérémonies du mariage d'Anne de Foix, de la maison de France, avec Ladislas VI, roi de Bohême..., (1502), /Second article/, Pierre Choque krónikájának második része: Velencétől Budáig (francia nyelven), Párizs: Antoine Le Roux de Lincy (1861). Hozzáférés ideje: 2018. december 9.
- Marczali Henrik: Candalei Anna II. Ulászló neje, magyarországi útjának és a menyegzői ünnepélyek leírása (Közlemények a párisi Nemzeti könyvtárból 1448–1596, 83–122), Magyar Történelmi Tár, 97–113, 1877 (Pierre Choque krónikája francia nyelven)
- Pray György és Millisits Mihály. Specimen Hierarchiae Hungaricae, complectens seriem chronologicam archiepiscoporum et episcoporum Hungariae cum rudi dioecesium delineatione adjectis, si quae sunt peculiares, preaerogativis, ut plurimum ex diplomatibus congestum, Pars I. De archiepiscopatu Strigoniensi et ejus suffraganeis (latin nyelven). Pozsony és Kassa: Landerer János betűivel (1776). Hozzáférés ideje: 2018. december 9.

### Szakirodalom
- Adot Lerga, Álvaro (1999). „Itinerario de los reyes privativos de Navarra: Juan III de Albret – Catalina I de Foix (1483–1517” (spanyol nyelven). Príncipe de Viana, Pamplona 60, 459–492. o. (Hozzáférés: 2018. december 9.)
- Anthony, Raoul. Identification et Étude des Ossements des Rois de Navarre inhumés dans la Cathédrale de Lescar (francia nyelven). Párizs: Masson (1931). Hozzáférés ideje: 2018. december 9.
- Birkás Géza. Francia beszámoló egy magyar királyi mennyegzőről, Francia utazók Magyarországon, Acta Universitatis Szegediensis: Sectio philologica, 16. Tomus, 228. o (magyar nyelven), 24–31. o. (1948). Hozzáférés ideje: 2019. szeptember 26.
- Dümmerth Dezső. Az Anjou-ház nyomában [archivált változat] (magyar nyelven). Budapest: Panoráma (1982). Hozzáférés ideje: 2018. december 11. [archiválás ideje: 2016. április 15.]
- Dobosy Tibor: Pierre Choque, Anna magyar királyné francia kísérője, Budapest, 1940.
- Dongó Gyárfás, Géza (szerk.). Adalékok Zemplén vármegye történetéhez, 17. kötet (magyar nyelven). Sátoraljaújhely: A „Zemplén” Könyvnyomtató Intézete (1912). Hozzáférés ideje: 2017. február 18.
- Fógel József. II. Ulászló udvartartása (1490–1516) (magyar nyelven). Budapest: MTA (1913). Hozzáférés ideje: 2018. december 9.
- Fraknói Vilmos. A Hunyadiak és a Jagellók kora (1440–1526),  In: Szilágyi Sándor (szerk.): A magyar nemzet története IV. kötet (magyar nyelven), Budapest: Athenaeum Irodalmi és Nyomdai Részvénytársulat (1896). Hozzáférés ideje: 2018. december 9.
- Györkös Attila. II. Ulászló házassága és a francia diplomácia, In: Makai János (szerk.): Acta Academiae Agriensis Nova Series. Sectio Historiae 39 (magyar nyelven), Eger: Eszterházy Károly Főiskola, 89–102. o. (2012). Hozzáférés ideje: 2018. december 9.
- Györkös Attila. A francia diplomácia és az 1506-os Habsburg-magyar háború, In: Bárány Attila – Györkös Attila – Pallai László (szerk.): A francia história hazai nagykövete. Ünnepi kötet a 65. éves Papp Imre születésnapjára (magyar nyelven), Debrecen: Debreceni Egyetem, 57–66. o. (2013). Hozzáférés ideje: 2018. december 9.
- Györkös Attila – Kiss Gergely (szerk.). Francia–magyar kapcsolatok a középkorban, Papp Klára (szerk.): Speculum Historiae Devreceniense 13. (A Debreceni Egyetem Történelmi Intézete Kiadványai) (magyar nyelven), Debrecen: Debreceni Egyetemi Kiadó (2013). Hozzáférés ideje: 2019. szeptember 26.
- Házi Jenő. Sopron szabad királyi város története. I. rész, 6. kötet, Oklevelek és levelek 1482-től 1520-ig. (magyar nyelven). Sopron: Székely és társa könyvnyomdája (1928). Hozzáférés ideje: 2018. december 9.
- Kollányi Ferenc: A veszprémi püspök királyné-koronázási jogának története, Egyházmegyei Könyvnyomda, Veszprém, 1901
- Kropf, Lajos (1895). „Anna királyné, II. Ulászló neje” (magyar nyelven). Századok 29, 689–709. o. (Hozzáférés: 2018. december 9.)
- Kšír, Josef (2001). „K původu české královny Anny (Anna cseh királyné származásához)” (cseh nyelven). Genealogické a heraldické listy (GaHL) (Genealógiai és Heraldikai Füzetek), Prága 21, 40–47. o. (Hozzáférés: 2018. december 9.)
- Kšír, Josef (2001). „1. genealógiai tábla” (cseh nyelven). Genealogické a heraldické listy (GaHL) (Genealógiai és Heraldikai Füzetek), Prága 21, 40–47. o. (Hozzáférés: 2018. december 9.)
- Kšír, Josef (2001). „2. genealógiai tábla)” (cseh nyelven). Genealogické a heraldické listy (GaHL) (Genealógiai és Heraldikai Füzetek), Prága 21, 40–47. o. (Hozzáférés: 2018. december 9.)
- Macek, Josef: Tři ženy krále Vladislava (Ulászló király három felesége), Mladá fronta, Prága, 1991
- Magony Imre: Társa az országnak. Királynék koronázása Székesfehérváron, Székesfehérvár Megyei Jogú Város Polgármesteri Hivatala, Székesfehérvár, 2007
- Magyar életrajzi lexikon I. (A–K). Főszerk. Kenyeres Ágnes. Budapest: Akadémiai. 1967.
- Solymosi László (szerk.): Magyarország történeti kronológiája I. A kezdetektől 1526-ig, (főszerk.: Benda Kálmán), Akadémiai Kiadó, Budapest, 1981
- Wenzel Gusztáv (1877). „II. Ulászló magyar és cseh királynak házas élete 1501–1506 (első közlemény)” (magyar nyelven). Századok 11, 630–641. o. (Hozzáférés: 2018. december 9.)
- Wenzel Gusztáv (1877). „II. Ulászló magyar és cseh királynak házas élete 1501–1506 (második közlemény)” (magyar nyelven). Századok 11, 727–757. o. (Hozzáférés: 2018. december 9.)
- Wenzel Gusztáv (1877). „II. Ulászló magyar és cseh királynak házas élete 1501–1506 (harmadik közlemény)” (magyar nyelven). Századok 11, 816–840. o. (Hozzáférés: 2018. december 9.)